# Rozekeelbriljantkolibrie
De rozekeelbriljantkolibrie (Heliodoxa gularis) is een vogel uit de familie Trochilidae (kolibries).

## Verspreiding en leefgebied
Deze soort komt voor in het noordwestelijk Amazonebekken van zuidelijk Colombia tot noordoostelijk Ecuador, noordoostelijk Peru en noordwestelijk Brazilië.